# Torneo de Los Ángeles 2012
El Farmers Classic 2012 es un torneo de tenis. Pertenece al ATP Tour 2012 en la categoría ATP World Tour 250. El torneo se disputa en la ciudad de Los Ángeles, Estados Unidos, desde el 23 de julio al 29 de julio de 2012 sobre canchas duras. El torneo forma parte del US Open Series.

## Cabezas de serie

### Masculino
| Preclasificado | Tenista           | Ranking |
| 1              | Benoît Paire      | 47      |
| 2              | Sam Querrey       | 55      |
| 3              | Leonardo Mayer    | 64      |
| 4              | Nicolas Mahut     | 66      |
| 5              | Xavier Malisse    | 71      |
| 6              | Marinko Matosevic | 73      |
| 7              | Bjorn Phau        | 76      |
| 8/WC           | Brian Baker       | 79      |
| -------------- | ----------------- | ------- |

- Los cabezas de serie, están basados en el ranking ATP del 16 de julio de 2012.

## Campeones

### Individual Masculino
Sam Querrey vence a  Ričardas Berankis por 6-0, 6-2.

### Dobles Masculino
Ruben Bemelmans /  Xavier Malisse vencen a  Jamie Delgado /  Ken Skupski por 7–6(5), 4–6, [10–7].